# 滝沢ハム
滝沢ハム株式会社（タキザワハム）は、栃木県栃木市泉川町に本社を置く、ハムを主力とする食品メーカーである。
本社栃木市の泉川工場とデリカ工場のほか、市内西方町本郷に西方工場を、宮城県角田市に仙南工場を有している。

## 沿革
出典
- 1918年（大正7年） - 初代社長瀧澤貞助により栃木市にて食肉販売業を創業。
- 1948年（昭和23年） - 食肉加工工場を栃木市祝町に新設。
- 1950年（昭和25年） - 株式会社に改組し、本店を東京都千代田区として株式会社滝沢武商店設立。
- 1964年（昭和39年） - 仙台工場を新設。
- 1966年（昭和41年） - 滝沢ハム株式会社に社名を変更。
- 1972年（昭和47年） - 栃木市泉川に泉川工場を新設。
- 1976年（昭和51年） - オランダで開催された国際食肉ハムオリンピック（第21回スラバクリ）に4品を出展し、金メダル2個（ボンレスハムとジプシーサラミ）と銀メダル2個（生ハムとビーフパイ）を受賞。これによって「ハムの金メダリスト」というキャッチコピーを使用開始。
- 1982年（昭和57年） - 仙台ミートセンター新設。
- 1986年（昭和61年） - 宇都宮市大谷町の大谷石採掘跡（洞窟）に、大谷天然熟成プラントを新設。日本で唯一の洞窟を利用したイタリア式生ハムの生産を開始。
- 1990年（平成2年） - 社団法人日本証券業協会に店頭登録（現在のJASDAQ）。
- 2004年（平成16年） - 宮城県角田市に仙南みらい工房ビッセンを新設。
- 2005年（平成17年） - 本店所在地を栃木市泉川町へ移転。
- 2007年（平成19年） - 栃木県上都賀郡西方町（現：栃木市西方町）に西方工場「魁」を新設。
- 2008年（平成20年） - 仙台工場を泉川工場に統合し閉鎖。
- 2017年（平成29年） - 栃木市沼和田町にデリカ工場「翔」を新設。